# Altok listája
Altista olyan nő, aki alt hangfekvésben énekel. A férfi változat a váltótenor.

## Híres altisták
- Marian Anderson
- Janet Baker
- Karen Carpenter
- Kathleen Ferrier
- Lisa Gerrard
- Ernestine Schumann-Heink
- Ewa Podleś
- Tionne Watkins
- Toni Braxton
- Anita Baker
- Chaka Khan
- Tamia Washington
- Komlóssy Erzsébet
- Schöck Atala

## Híresváltótenorok
- Brian Asawa
- Birta Gábor
- Robin Blaze
- James Bowman
- Michael Chance
- David Cordier
- David Daniels
- Alfred Deller
- Erik Karol
- O'Neill Langlois
- Isabeau Proulx Lemire
- José Lemos
- Bejun Mehta
- Mera Yoshikazu
- Klaus Nomi
- Russell Oberlin
- Andreas Scholl
- Daniel Taylor
- Dominique Visse
- Ryan Whalen
- Gérard Lesne